# Opsamates fuscoapicalis
Opsamates fuscoapicalis là một loài bọ cánh cứng trong họ Cerambycidae.